# Cattedrali in Argentina
Questa è una lista delle cattedrali in Argentina.

## Cattedrali cattoliche
| Cattedrale                                                | Arcidiocesi o Diocesi                                | Località                            | Immagine |
| --------------------------------------------------------- | ---------------------------------------------------- | ----------------------------------- | -------- |
| Cattedrale di Nostra Signora della Mercede                | Arcidiocesi di Bahía Blanca                          | Bahía Blanca                        |          |
| Cattedrale di Nostra Signora del Carmine                  | Diocesi di Alto Valle del Río Negro                  | General Roca                        |          |
| Cattedrale di San Giovanni Bosco                          | Diocesi di Comodoro Rivadavia                        | Comodoro Rivadavia                  |          |
| Cattedrale del Sacro Cuore di Gesù                        | Prelatura territoriale di Esquel                     | Esquel                              |          |
| Cattedrale di Santa Maria Ausiliatrice                    | Diocesi di Rawson                                    | Trelew                              |          |
| Cattedrale di Nostra Signora di Luján                     | Diocesi di Río Gallegos                              | Río Gallegos                        |          |
| Cattedrale di Nostra Signora del Nahuel Huapi             | Diocesi di San Carlos de Bariloche                   | San Carlos de Bariloche             |          |
| Cattedrale di Santa Rosa da Lima                          | Diocesi di Santa Rosa                                | Santa Rosa                          |          |
| Cattedrale di Nostra Signora della Mercede                | Diocesi di Viedma                                    | Viedma                              |          |
| Cattedrale della Santissima Trinità                       | Arcidiocesi di Buenos Aires                          | Buenos Aires                        |          |
| Cattedrale dell'Assunzione di Maria Vergine               | Diocesi di Avellaneda-Lanús                          | Avellaneda                          |          |
| Cattedrale di Cristo Re                                   | Diocesi di Gregorio de Laferrere                     | Gregorio de Laferrere               |          |
| Cattedrale di Nostra Signora della Pace                   | Diocesi di Lomas de Zamora                           | Lomas de Zamora                     |          |
| Cattedrale di Nostra Signora del Rosario                  | Diocesi di Merlo-Moreno                              | Moreno                              |          |
| Cattedrale dell'Immacolata Concezione del Buon Viaggio    | Diocesi di Morón                                     | Morón                               |          |
| Cattedrale dell'Immacolata Concezione                     | Diocesi di Quilmes                                   | Quilmes                             |          |
| Cattedrale di San Marone                                  | Eparchia di San Charbel                              | Buenos Aires                        |          |
| Cattedrale di Sant'Isidoro                                | Diocesi di San Isidro                                | San Isidro                          |          |
| Cattedrale dei Santi Giusto e Pastore                     | Diocesi di San Justo                                 | San Justo                           |          |
| Cattedrale di Gesù Buon Pastore                           | Diocesi di San Martín                                | San Martín                          |          |
| Cattedrale di San Michele arcangelo                       | Diocesi di San Miguel                                | San Miguel (Argentina)              |          |
| Cattedrale di Santa Maria del Patrocinio                  | Eparchia di Santa Maria del Patrocinio               | Buenos Aires                        |          |
| Cattedrale dell'Assunzione di Maria Vergine               | Arcidiocesi di Córdoba                               | Córdoba                             |          |
| Cattedrale di Nostra Signora del Monte Carmelo            | Diocesi di Cruz del Eje                              | Cruz del Eje                        |          |
| Cattedrale di Nostra Signora del Carmine                  | Prelatura territoriale di Deán Funes                 | Deán Funes                          |          |
| Cattedrale di San Francesco d'Assisi                      | Diocesi di San Francisco                             | San Francisco                       |          |
| Cattedrale dell'Immacolata Concezione                     | Diocesi di Villa de la Concepción del Río Cuarto     | Río Cuarto                          |          |
| Cattedrale dell'Immacolata Concezione                     | Diocesi di Villa María                               | Villa María                         |          |
| Cattedrale di Nostra Signora del Rosario                  | Arcidiocesi di Corrientes                            | Corrientes                          |          |
| Cattedrale di Nostra Signora del Rosario                  | Diocesi di Goya                                      | Goya                                |          |
| Cattedrale di Sant'Antonio di Padova                      | Diocesi di Oberá                                     | Oberá                               |          |
| Cattedrale di San Giuseppe                                | Diocesi di Posadas                                   | Posadas                             |          |
| Cattedrale di Nostra Signora del Carmine                  | Diocesi di Puerto Iguazú                             | Puerto Iguazú                       |          |
| Cattedrale dell'Immacolata Concezione                     | Diocesi di Santo Tomé                                | Santo Tomé                          |          |
| Cattedrale dell'Immacolata Concezione                     | Arcidiocesi di La Plata                              | La Plata                            |          |
| Cattedrale di Nostra Signora del Rosario                  | Diocesi di Azul                                      | Azul                                |          |
| Cattedrale di Nostra Signora della Mercede                | Diocesi di Chascomús                                 | Chascomús                           |          |
| Cattedrale dei Santi Pietro e Cecilia                     | Diocesi di Mar del Plata                             | Mar del Plata                       |          |
| Cattedrale di San Domenico di Guzmán                      | Diocesi di Nueve de Julio                            | Nueve de Julio                      |          |
| Cattedrale di Santa Fiorentina                            | Diocesi di Zárate-Campana                            | Campana                             |          |
| Concattedrale della Natività del Signore                  | Diocesi di Zárate-Campana                            | Belén de Escobar                    |          |
| Cattedrale di Nostra Signora di Loreto                    | Arcidiocesi di Mendoza                               | Mendoza                             |          |
| Cattedrale di Maria Ausiliatrice                          | Diocesi di Neuquén                                   | Neuquén                             |          |
| Cattedrale di San Raffaele arcangelo                      | Diocesi di San Rafael                                | San Rafael                          |          |
| Cattedrale di Nostra Signora delle Grazie                 | Arcidiocesi di Mercedes-Luján                        | Mercedes                            |          |
| Cattedrale di Nostra Signora del Rosario                  | Arcidiocesi di Paraná                                | Paraná                              |          |
| Cattedrale di Sant'Antonio di Padova                      | Diocesi di Concordia                                 | Concordia                           |          |
| Cattedrale di San Giuseppe                                | Diocesi di Gualeguaychú                              | Gualeguaychú                        |          |
| Cattedrale di San Ferdinando re                           | Arcidiocesi di Resistencia                           | Resistencia                         |          |
| Cattedrale di Nostra Signora del Carmine                  | Diocesi di Formosa                                   | Formosa                             |          |
| Cattedrale di San Rocco                                   | Diocesi di San Roque de Presidencia Roque Sáenz Peña | Presidencia Roque Sáenz Peña        |          |
| Cattedrale di Nostra Signora del Rosario                  | Arcidiocesi di Rosario                               | Rosario                             |          |
| Cattedrale di San Nicola di Bari                          | Diocesi di San Nicolás de los Arroyos                | San Nicolás de los Arroyos          |          |
| Cattedrale dell'Immacolata Concezione                     | Diocesi di Venado Tuerto                             | Venado Tuerto                       |          |
| Cattedrale di Nostro Signore e della Vergine del Miracolo | Arcidiocesi di Salta                                 | Salta                               |          |
| Cattedrale di Nostra Signora del Rosario                  | Prelatura territoriale di Cafayate                   | Cafayate                            |          |
| Cattedrale di Nostra Signora del Valle                    | Diocesi di Catamarca                                 | San Fernando del Valle de Catamarca |          |
| Cattedrale di Nostra Signora della Candelaria             | Prelatura territoriale di Humahuaca                  | Humahuaca                           |          |
| Cattedrale del Salvatore                                  | Diocesi di Jujuy                                     | San Salvador de Jujuy               |          |
| Cattedrale di San Raimondo Nonnato                        | Diocesi di Orán                                      | San Ramón de la Nueva Orán          |          |
| Cattedrale di San Giovanni Battista                       | Arcidiocesi di San Juan de Cuyo                      | San Juan de Cuyo                    |          |
| Cattedrale di San Nicola di Bari                          | Diocesi di La Rioja                                  | La Rioja                            |          |
| Cattedrale dell'Immacolata Concezione                     | Diocesi di San Luis                                  | San Luis                            |          |
| Cattedrale di Tutti i Santi                               | Arcidiocesi di Santa Fe de la Vera Cruz              | Santa Fe                            |          |
| Cattedrale di San Raffaele                                | Diocesi di Rafaela                                   | Rafaela                             |          |
| Cattedrale dell'Immacolata Concezione                     | Diocesi di Reconquista                               | Reconquista                         |          |
| Cattedrale di Nostra Signora dell'Incarnazione            | Arcidiocesi di Tucumán                               | San Miguel de Tucumán               |          |
| Cattedrale di Nostra Signora del Valle                    | Diocesi di Añatuya                                   | Añatuya                             |          |
| Cattedrale dell'Immacolata Concezione                     | Diocesi di Concepción                                | Concepción                          |          |
| Cattedrale di Nostra Signora del Carmine                  | Arcidiocesi di Santiago del Estero                   | Santiago del Estero                 |          |
| Cattedrale di Nostra Signora di Narek                     | Eparchia di San Gregorio di Narek                    | Buenos Aires                        |          |
| Cattedrale di San Giorgio                                 | Esarcato apostolico di Argentina dei Melchiti        | Córdoba                             |          |
| Cattedrale di Stella Maris                                | Ordinariato militare in Argentina                    | Buenos Aires                        |          |

## Cattedrali ortodosse
| Cattedrale                                          | Arcidiocesi o Diocesi                                                                        | Località     | Immagine |
| --------------------------------------------------- | -------------------------------------------------------------------------------------------- | ------------ | -------- |
| Cattedrale dell'Annunciazione                       | Eparchia di Argentina e Sudamerica, Patriarcato di Mosca                                     | Buenos Aires |          |
| Cattedrale della Santissima Trinità                 | Eparchia del Sudamerica, Chiesa ortodossa russa fuori dalla Russia                           | Buenos Aires |          |
| Cattedrale della Dormizione della Gran Madre di Dio | Metropolia di Buenos Aires, Patriarcato ecumenico di Costantinopoli                          | Buenos Aires |          |
| Cattedrale della Santissima Vergine                 | Eparchia di tutta l'America Latina, Spagna e Portogallo, Chiesa ortodossa ucraina autocefala | Buenos Aires |          |
| Cattedrale di San Giorgio                           | Arcidiocesi di Buenos Aires e di tutta l'Argentina, Chiesa greco-ortodossa di Antiochia      | Buenos Aires |          |
| Proto-cattedrale di San Giorgio                     | Arcieparchia della Repubblica Argentina, Chiesa ortodossa bielorussa                         | San Vicente  |          |

## Cattedrali anglicane
| Cattedrale                          | Arcidiocesi o Diocesi         | Località     | Immagine |
| ----------------------------------- | ----------------------------- | ------------ | -------- |
| Cattedrale di San Giovanni Battista | Chiesa anglicana in Argentina | Buenos Aires |          |